# Перехідний вік (фільм)
Це стаття про британський фільм, про радянський фільм див. Перехідний вік (фільм, 1968)
«Перехідний вік» (англ. How to Be) — художній фільм режисера Олівера Ірвінга. Слоган фільму «Іноді ми всі потребуємо невеликий допомоги» (англ. Sometimes We all need a Little Help). Початок зйомок — березень 2008 року. Світова прем'єра відбулася 18 листопада 2008 року, російська — 26 листопада 2009 року. Фільм відзначений нагородою Страсбурзького фестивалю за найкращу чоловічу роль у виконанні англійського актора Роберта Паттінсона. Вперше на DVD фільм вийшов 18 травня 2009 року.

## Зміст
У Арта нині не найкращий час. Від нього пішла подруга, а у його творчості спостерігається застій. Він повертається у будинок до батьків, але ті не підтримують хлопця і тільки зайвий раз примушують відчути власну нікчемність. Тоді у героя з'являється ідея скористатися послугами першокласного психолога, аби той не дозволяв йому допускати серйозні проколи в житті.

## Ролі
- Арт (Роберт Паттінсон)
- Джеремі (Джеремі Харді)
- Доктор Еллінгтон (Пауелл Джонс)
- Ніккі (Майк Пірс)
- Ронні (Джонні Уайт)
- Батько (Майкл Ірвінг)
- Джессіка (Аліса Арнах)
- Гарет (Майкл Вільямс)